# Phytoliriomyza melampyga
Phytoliriomyza melampyga este o specie de muște din genul Phytoliriomyza, familia Agromyzidae. A fost descrisă pentru prima dată de Friedrich Hermann Loew în anul 1869. Conform Catalogue of Life specia Phytoliriomyza melampyga nu are subspecii cunoscute.